# Extinção de pequenos municípios no Brasil
A extinção de pequenos municípios brasileiros é uma possibilidade permitida pela Constituição brasileira.
Modificações estruturais internas são perfeitamente possíveis no âmbito da República Federativa do Brasil: os estados e os municípios podem sofrer processo de cisão, incorporação, transformação, extinção, ou outra modificação na configuração territorial. Só não é possível a independência de novas nações.

## Histórico

### Era Vargas
Durante o governo de Getúlio Vargas, uma série de reformas políticas e administrativas foram implementadas, visando a centralização do poder e o fortalecimento do Estado. Um dos casos mais emblemáticos dessa era foi a extinção do município de Santo Amaro, que existiu de 1832 a 1935. A extinção de municípios como Santo Amaro reflete a política de Vargas de reorganizar o território nacional, centralizando a administração e reduzindo a autonomia local, em um esforço para consolidar o controle governamental sobre diferentes regiões do país.

### Ditadura Militar
Durante a Ditadura Militar no Brasil, que se estendeu de 1964 a 1985, houve uma política de restrição à criação de novos municípios, em um esforço para centralizar o poder e manter um controle mais rígido sobre as divisões territoriais do país. No início do regime, em 1964, o Brasil tinha 4.115 municípios, mas, em 1965, esse número foi reduzido para 3.957, com a extinção de alguns municípios considerados inviáveis ou inconvenientes pelo governo militar. Além disso, pelo menos outros seis municípios foram extintos após 1965, refletindo a política de redução da autonomia local e centralização do poder no governo federal. 

## Proposta governamental de 2019
Uma iniciativa legislativa no Congresso Brasileiro que tratava da eliminação e reorganização de municípios de pequeno porte e distritos nas unidades federativas do país.
A ideia de extinguir municípios foi parte do Plano Mais Brasil, apresentado ao Senado Federal em novembro de 2019, por Jair Bolsonaro e Paulo Guedes. A proposta foi incorporada à PEC do Pacto Federativo (PEC 188/2019), buscando "transformar o Estado brasileiro [...] consolidando uma cultura fiscal, de austeridade e sustentabilidade fiscal". O principal objetivo era modificar a forma como a União, os estados e os municípios arrecadavam receitas e dividiam responsabilidades.
A proposta sugeria que uma Lei Complementar Federal estabelecesse critérios de viabilidade financeira para a criação e desmembramento de municípios. Até 30 de junho de 2023, municípios com até 5.000 habitantes deveriam comprovar sua sustentabilidade financeira. Caso não conseguissem, seriam incorporados por municípios vizinhos a partir de 1º de janeiro de 2025.
O município incorporador seria o mais sustentável financeiramente entre os vizinhos, podendo absorver até três municípios. A sustentabilidade financeira era definida como a capacidade de arrecadar pelo menos 10% de sua receita com impostos locais.

### Municípios afetados
Quanto ao número total de municípios afetados, há divergências entre estudos. Segundo a Confederação Nacional dos Municípios (CNM), seriam 1.217 municípios afetados, enquanto o Governo Federal mencionava 1.130 e a Fundação Getulio Vargas indicava 1.040. A proposta, se aprovada, atingiria quase metade das 497 cidades do Rio Grande do Sul, extinguindo 226 municípios.

### Recursos
A proposta envolve a fusão de municípios com menos de 5 mil habitantes e dependentes de repasses da União. Segundo o site Virtu News, o Brasil teria 1.217 municípios que poderiam deixar de existir até 2025. A redução significaria o fim de 2.434 cargos de prefeito e vice-prefeito, além da diminuição no número de vereadores - quase 11 mil cargos seriam extintos dos quase 55 mil existentes no país. Além disso, mais de 30 mil cargos municipais seriam fechados. Essas cidades compartilham a característica de baixa população e baixa arrecadação de impostos próprios, responsáveis por menos de 10% da receita total.